# Pistius robustus
Pistius robustus is een spinnensoort in de taxonomische indeling van de krabspinnen (Thomisidae).
Het dier behoort tot het geslacht Pistius. De wetenschappelijke naam van de soort werd voor het eerst geldig gepubliceerd in 1965 door Basu.